# Governació de Gaza
La Governació de Gaza (àrab: محافظة غزة, Muḥāfaẓat Ḡazza) és una de les 16 governacions de l'Estat de Palestina. Situada al centre-nord de la Franja de Gaza, és limítrofa amb Israel a l'est, la governació de Gaza Nord al nord, la governació de Deir al-Balah al sud, i el mar Mediterrani a l'oest. Igual que la resta de la Franja de Gaza, la seva administració no té espai aeri ni territori marítim, que són controlats per les autoritats israelianes. Segons l'Oficina Central d'Estadístiques de Palestina, la població del districte era de 505.700 habitants en 2006. Tots els escons que representen aquesta governació van ser guanyats pels membres de Hamàs en les eleccions parlamentàries de 2006. És governada per Mohamed Qadoura.
La governació es compon d'una ciutat, tres pobles i una sèrie de campaments de refugiats.

## Localitats
- Gaza (capital)

### Municipis
- Al-Zahra

### Viles
- Juhor ad-Dik
- Madinat al-Awda
- Al-Mughraqa (Abu Middein)

### Camps de refugiats
- Campament d'Al Shati (Beach camp)